# Mur d'Antoní
El mur d'Antoní (també anomenat mur Antoní o muralla d'Antoní) és una antiga construcció defensiva de l'illa de Gran Bretanya, erigida per Quintus Lollius Urbicus, governador de Britànnia, per mandat de l'emperador romà Antoní Pius entre els anys 140-142, a uns 160 km al nord de la seva antecessora, la muralla d'Adrià sent acabada en 154 però abandonat en 162, i breument ocupada de nou en temps de Septimi Sever. S'estenia durant 58 km des del fiord de Forth, a la costa oriental de l'illa sobre el mar del Nord, fins al golf de Clyde, a la costa occidental sobre el mar d'Irlanda, al llarg de la línia dels antics forts construïts per Gneu Juli Agrícola. Va ser inscrit en la llista de Patrimoni de la Humanitat el 2008 com a part de les "Fronteres de l'Imperi romà".

## Característiques
El motiu de la creació d'aquest llimis fortificat va ser avançar les posicions defensives romanes, en considerar que la província de Britànnia era ja segura, per així garantir-ne la defensa, i de pas sotmetre les tribus hostils que vivien entre ambdues muralles, a les terres altes de la Caledònia meridional. Aquestes tribus dels pictes constituïen una important amenaça per la seva hostilitat, davant la qual cosa les seves terres van ser assolades i un gran nombre dels seus habitants capturats i deportats a Germània.
La muralla no era tan sòlida com la d'Adrià, ja que estava formada per un mur de torba i terra piconada en lloc de pedra, encara que tenia un fossat major que la primera i incloïa més de 19 forts i una sendera militar a la part meridional. No obstant això, la fortificació es va abandonar després de la defunció de l'emperador Antoní Pius, cap al 162, i tornaren progressivament les tribus del nord a baixar. A la mort de l'emperador Còmode, possiblement l'any 196 o 197, quan el governador Clodio Albino va retirar gran part de la seva guarnició en proclamar-se emperador i desplaçar-se a Lugdunum (l'actual Lió), les tribus del nord van protagonitzar un gran atac sobre les fronteres romanes a l'illa, la qual cosa va portar el 208 a l'emperador Septimi Sever a restablir legions al mur de Antoní, ordenant a més operacions de reparació de la muralla, per la qual cosa a vegades és citat com a "mur de Septimi Sever".

## Fortificacions
Les invasions més importants van succeir entre el 190 i el 200, amb els pictes i escots dedicats al saqueig. Eutropi diu que Septimi Sever anà a l'illa vers el 208 i fins al 211, per veure la situació, i va ordenar construir un mur (vallum) de mar a mar, però es refereix a una reocupació i restauració del mur d'Antoní, que se sap que es va fer en aquesta època; per això, el mur fou anomenat llavors mur de Sever (Vallum Severum). Fou abandonat altre cop al cap de pocs anys (la data exacta no se'n sap).
El mur d'Antoní va tenir els següents llocs fortificats (el nom modern es dona quan l'antic no se'n coneix): Velvniate (fort), avui Carriden; Kinneil; Mumrills; Falkirk; Camelon; Watling Lodge; Rough Castle; Seabegs; Castlecary; Westerwood; Croy Hill;Bar Hill; Mollins; Auchendavy; Kirkintilloch; Glasgow Bridge; Cadder; Wilderness Plantation; Balmuildy; Summerston; Bearsden; Castle Hill; Cleddans; Duntocher i Old Kilpatrick.
A més, hi va haver alguns forts al sud del fiord de Clyde (Clota Aestuarium), a Bishopton, Barochan Hill, Lurg Moor, Outerwards i Botis Insula (illa de Bute). Vora el Lock Laomainn hi havia el fort de Drumquhassle.

La Cosmografia de Ravenna (segle vii) esmenta l'antic nom de deu estacions o forts que no es poden identificar amb els noms moderns: Velunia, Volitanio, Pexa, Begesse, Colanica, Medio Nemeton, Subdobiadon, Litana, Cibra i Credigone.

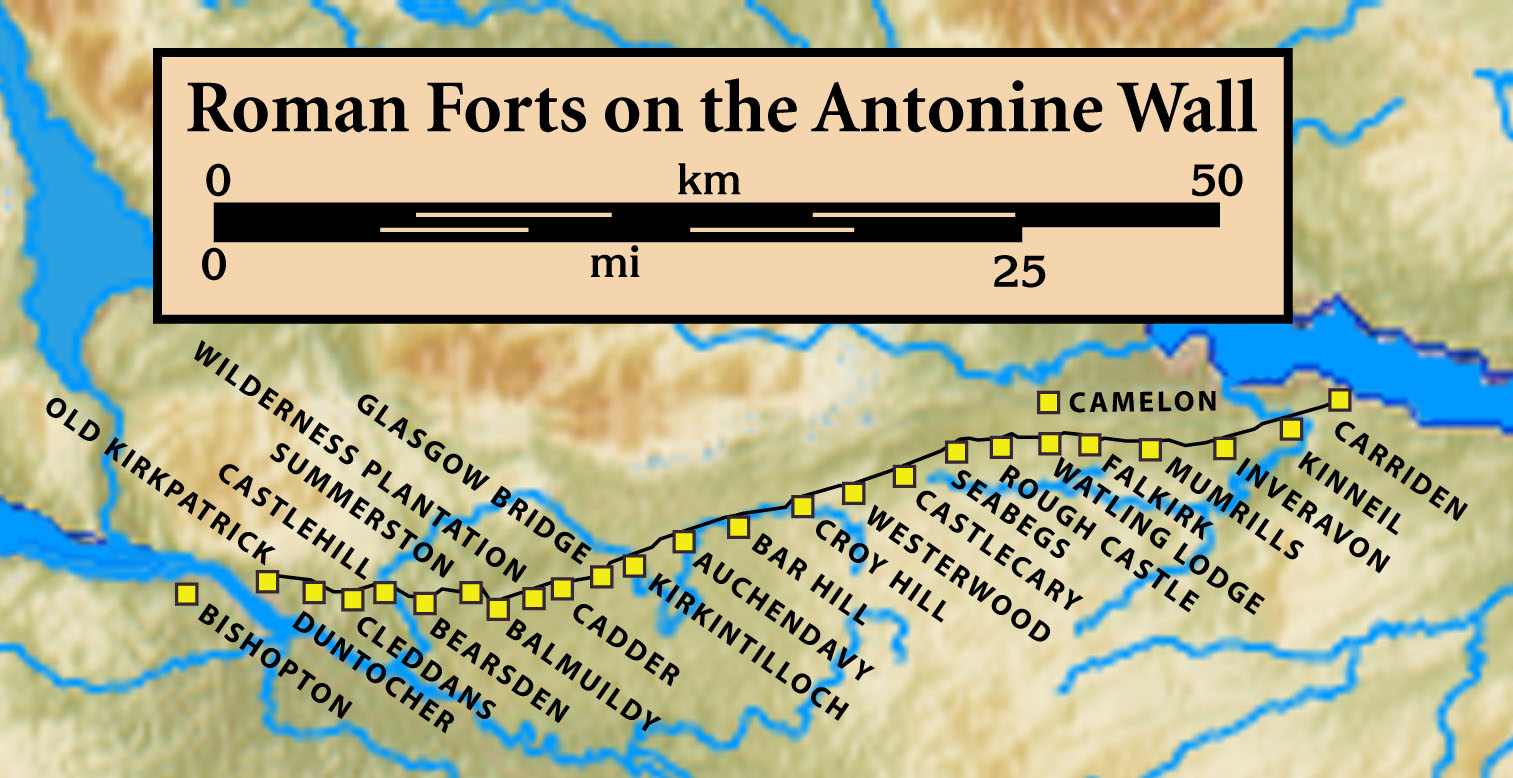
Mapa de situació dels llocs fortificats del mur d'Antoní

## Patrimoni de la Humanitat
La nominació del mur d'Antoní pel govern britànic per ser declarat Patrimoni de la Humanitat davant la Unesco es va produir oficialment per primera vegada al 2003. Va ser recolzat pel govern escocès el 2005 i per Patricia Ferguson, ministra de Cultura d'Escòcia el 2006. Es va convertir en la nominació oficial del Regne Unit a la fi de gener de 2007, i els membres del Parlament Escocès van ser cridats a donar suport a la candidatura al maig de 2007. El mur d'Antoní va ser inscrit com a extensió de la ja existent "Fronteres de l'Imperi romà" el 7 de juliol de 2008, que abasten també el mur d'Adrià, declarat Patrimoni de la Humanitat el 1987 i el Llimis de l'Alta Germània-Rètia (2005) a Alemanya.

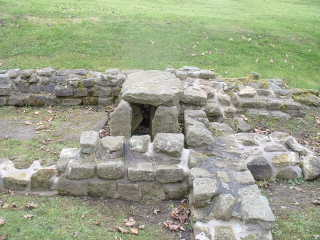
Resta d'un fort romà del mur Antoní a Barr Hill